# Dvinosaurus
Dvinosaurus — викопний рід темноспондилів, що існував на території Росії за пізної пермі.

## Опис
Двінозавр міг сягати довжини черепа 27 см і загальної довжини до приблизно 2.5 м, нехай частіше зустрічаються зразки близько одного метра завдовжки. Подібно до інших двінозаврів, кісткові зяброві дуги наявні навіть у дорослих особин. Жолоби бічної лінії добре виражені в поверхні черепа. Кінцівки відносно малі й погано осифіковані, мало адаптовані до пересування суходолом. Хребці рахітомні, утворені кількома елементами, що зазвичай не зростаються одне з одним, зберігаючи рухливість хребта потрібну для пересування під водою. Патерн розташування зубів типовий для темноспондилів, зовнішній ряд утворено дрібними й щільно розташованими зубами, великі ікла присутні на нижньощелепному симфізі та в районі лемешевого комплексу. Зовнішній ряд міг застосовуватися для захоплення здобичі, ікла — для її утримування перед проковтуванням.